# Экземплярский, Владимир Михайлович
Влади́мир Миха́йлович Экземпля́рский (24 октября [5 ноября] 1889, Владимир — 16 ноября 1957, Челябинск) — русский советский учёный, доктор психологии, профессор.

## Биография
Родился в семье священника Николо-Галейской церкви города Владимира и был самым младшим из шести детей. В 1903 году по первому разряду окончил Владимирское духовное училище и дальше продолжил обучение во Владимирской духовной семинарии, сдав дополнительные экзамены для получения аттестата зрелости в 3-й московской гимназии, он поступил в 1907 году на историко-филологический факультет Московского университета, который окончил в 1911 году, получив диплом 1-й степени. Специализировался на изучении экспериментальной психологии, защитил кандидатскую диссертацию. В годы обучения в университете Экземплярский был одним из самых активных участников Психологического семинария, организованного Г. И. Челпановым. Решением учёного совета Московского университета он был оставлен для подготовки к учёному званию профессора по кафедре философии.
В 1911—1916 годах читал лекции по психологии, логике и философии на учительских курсах и в средних школах — в Москве, Калуге, Пензе, Ярославле и др. После сдачи магистерского экзамена в 1916 году получил звание приват-доцента и стал читать лекции в Московском университете.
В 1916—1927 годах опубликовал ряд работ по экспериментальной психологии; читал лекции по педагогике и психологии в вузах Москвы (Военно-педагогическом институте, Институте физической культуры). В 1919 году Экземплярский стал заведовать образованным в Психологическом институте при МГУ отделением прикладной психологии. В 1921 году защитил в Московском университете диссертацию на тему «Учение о типах представления в индивидуальной психологии» и был утверждён в звании действительного члена Психологического института, что соответствовало званию профессора университета. В 1916—1921 годах В. М. Экземплярский преподавал в московском университете общую, экспериментальную и дифференциальную психологию, и оставил преподавание в связи с закрытием историко-филологического факультета.
В 1923 году после смещения основателя и директора Психологического института Г. И. Челпанова его же учениками — К. Н. Корниловым и П. П. Блонским, которые в отличие от своего учителя стали приверженцами марксизма и провозгласили строительство психологии на основе диалектического материализма, из института ушли многие его ученики, в том числе и В. М. Экземплярский с женой, Софьей Николаевной Беляевой-Экземплярской.
Прибежищем для покинувших Психологический институт стала Государственная академия художественных наук (ГАХН). Спустя некоторое время В. М. Экземплярский вместе с Г. Г. Шпетом организовал в академии психофизическую лабораторию, руководителем которой стал П. И. Карпов. Кроме этого он стал организатором и руководителем Отделения прикладной психологии, Психологической лаборатории в Психиатрической клинике 1-го МГУ, Психологической лаборатории при Академии социального воспитания (которая со временем должна была быть реорганизована в психолого-педологический институт). В 1927—1934 годах принимал участие в составлении «Технической энциклопедии» в 26-и томах под редакцией Л. К. Мартенса, автор статей по тематике «психотехника».
О своих занятиях, после закрытия в 1930 году ГАХН, Экземплярский написал в автобиографии: «С 1930 г. по 1937 г. (до выезда из Москвы) вёл научно-исследовательскую работу в области вопросов методики и руководящую методическую работу в Секторе образовательного вещания Радиоуправления (1930—1931 гг.), по заочному обучению во Всесоюзном Институте технического образования, в Научно-методическом кабинете Всесоюзного Комитета по коммунальному хозяйству при ЦИК СССР (1932—1937 гг.). Параллельно вёл курсы психологии и педагогики в Рязанском агропедагогическом институте (в порядке выезда), в Московском институте тонкой химической технологии, Московском научно-исследовательском методическом институте и др.».
В июле 1937 года он выслан из Москвы по распоряжению управления НКВД по Московской области «как член семьи осуждённой в 1935 г. на 5 лет ИТЛ жены Беляевой-Экземплярской С. Н.» в Челябинскую область".
Ректор Челябинского педагогического института, П. Б. Жибарев пригласил ссыльного профессора на работу, к которой В. М. Экземплярский приступил с 1 сентября 1938 года, но, из предосторожности, для начала Экземплярскому поручили преподавать латынь — один из пяти языков, которым тот владел. Со следующего года Экземплярский получил возможность читать лекции по психологии; в 1943 году он стал заведующим кафедрой педагогики и психологии и состоял в этой должности до ухода на пенсию в 1956 году; в 1948 году открыл на кафедре аспирантуру по психологии; был заместителем ректора по учебно-научной работе.
Экземплярский читал лекции в Доме учёных для учителей и родителей, курс лекций по педагогике и психологии на областном радио.
Умер в Челябинске 16 ноября 1957 года. Похоронен на челябинском Митрофановском кладбище.

## Труды
- Элементы педагогики. Руководство для средней школы и самообразования. — 1914
- Экспериментальные исследования типов представления. — 1919
- Материалы к вопросу о типах представления. — М., 1919
- О влиянии быстрого чтения на запоминание у разных типов представления. — 1919
- О непосредственном и длительном запоминании у различных типов представления — 1919
- Проблема одаренности. — М., 1923
- Воспитание воли. — М., 1929
- Психология и педагогика памяти. — М., 1930
- Методика эпизодических радиолекций в области техпропаганды. — М., 1932
- Учебно-педагогический процесс в системе заочного обучения. — М., 1934
- Методы и организация самостоятельной работы заочников. — М., 1935
- Очерки психологии учебно-воспитательной работы в школе. — М.: Учпедгиз, 1955—166 с.